# Hiroji Imamura
Hiroji Imamura (今村 博治 Imamura Hiroji?,  nacido el 27 de abril de 1949 en Shiga) es un exfutbolista japonés que se desempeñaba como delantero.
En 1976, Imamura jugó 4 veces para la Selección de fútbol de Japón.

## Trayectoria

### Clubes
| Club          | País  | Año         |
| ------------- | ----- | ----------- |
| Yanmar Diesel | Japón | 1968 - 1983 |

### Selección nacional
| Selección | País  | Año  |
| --------- | ----- | ---- |
| Absoluta  | Japón | 1976 |

## Estadística de equipo nacional
| Selección de Japón | Selección de Japón | Selección de Japón |
| Año                | Part.              | Goles              |
| ------------------ | ------------------ | ------------------ |
| 1976               | 4                  | 0                  |
| Total              | 4                  | 0                  |

## Palmarés

### Títulos nacionales
| Título                   | Club          | País  | Año  |
| ------------------------ | ------------- | ----- | ---- |
| Copa del Emperador       | Yanmar Diesel | Japón | 1968 |
| Copa del Emperador       | Yanmar Diesel | Japón | 1970 |
| Japan Soccer League      | Yanmar Diesel | Japón | 1971 |
| Japan Soccer League      | Yanmar Diesel | Japón | 1974 |
| Copa del Emperador       | Yanmar Diesel | Japón | 1974 |
| Japan Soccer League      | Yanmar Diesel | Japón | 1975 |
| Japan Soccer League      | Yanmar Diesel | Japón | 1980 |
| Copa Japan Soccer League | Yanmar Diesel | Japón | 1983 |